# Elena Tsagrinou
Elena Tsagrinou (em grego:  Ελένη Τσαγκρινού; Atenas, 16 de novembro de 1994) é uma cantora grega, antiga membro da banda «OtherView». Representou o Chipre no Festival Eurovisão da Canção 2021, em Roterdão, Países Baixos.

## Biografia
Elena Tsagrinou nasceu a 16 de novembro de 1994 em Atenas. Desde muito jovem se envolveu com a música, e acabou por se formar nesta especialidade. Em 2009, ela participou da adaptação grega da franquia «Got Talent» do canal ANT1, chamada Ellada Eheis Talento (em grego:  Ελλάδα Έχεις Ταλέντο). A cantora tem uma irmã chamada Villy, nascida em 1998.

## Carreira

### 2013–2018: «OtherView», Just The 2 Of Us, The Voice Grécia
No verão de 2013, Victoria fez uma audição para a banda OtherView, após a saída da cantora, como vocalista, e assim assinou um contrato com a gravadora Feelgood Records. A 8 de janeiro de 2014, a banda lançou seu primeiro single intitulado «What You Want», com letras e músicas próprias e de Gabriella Ellis. Alguns meses depois, a banda lançou sua segunda faixa, intitulada «O giros tou kosmou» (Ao redor do mundo), que ultrapassou a anterior em visualizações. A letra foi escrita e composta por Vassilis Koumentakos, com a participação de Dimitris Isaris. Ao mesmo tempo, Elena participou do show de música do Mega Channel, «Just The 2 Of Us» (a adaptação grega do show de talentos britânico homónimo) e seu treinador foi Ivan Svitailo.
Em 2015, a banda lançou quatro novos singles: «Dikaiosi» com Arva, «Ola Afta Pou Niotho», «In The Club Bi ** h» e «Se Thelo Tora». As músicas das canções foram feitas principalmente por eles, enquanto as letras foram escritas por Vassilis Koumentakos. Em 2016, foram lançadas as faixas «Xana» e «Emeis Mazi», a segunda foi em colaboração com «Goin' Through» e foi a trilha sonora do filme «The Bachelor». No mesmo ano, a banda apareceu no «MADWalk» (um evento da MAD TV, o principal canal de música da Grécia) junto com Josephine e Maria Korinthiou. Na temporada de 2016-2017, Tsagrinou foi a apresentadora nos bastidores do show de talentos do canal SKAI, The Voice of Greece, ao respeito da banda, eles fizeram apresentações ao vivo no BOX Athens com os artistas Melisses e Josephine.
Na temporada 2017-2018, a banda apareceu na discoteca «Fantasia Live», em Atenas, junto com Josephine e depois fizeram algumas aparições com Konstantinos Argyros no «Club Vogue» em Tessalónica. Em 2018, participaram novamente do MADWalk - The Fashion Music Project, e interpretaram a música «Havana» de Camila Cabello, com Thomai Apergi. Na metade daquele ano, Tsagrinou anunciou sua saída da banda «OtherView», após completar cinco anos de colaboração, a fim de seguir carreira de solista.

### 2018–presente: Carreira de solista e Festival Eurovisão da Canção
Após sua saída do OtherView, ela iniciou os preparativos para seu primeiro álbum pessoal, enquanto em junho de 2018, ela se apresentou no MAD Video Music Awards, apresentando um remix da faixa "Thelo Na se Xanado" de Panos Kiamos com Bo. 
A 1 de julho de 2018, Elena lançou seu primeiro single, intitulado «Pame Ap' Tin Arhi», que um pouco mais tarde foi lançado numa versão em inglês, como «Summer Romance». As letras foram escritas por Nikos Moraitis e a música por Dimitris Kontopoulos. A 23 de outubro do mesmo ano, lançou seu segundo single, intitulado «Paradeisos», com letra e música de ARCADE. No dia 6 de dezembro foi lançada a música «Ela tin protochronia» em parceria com Elias Vrettos, Giorgos Kartelias, Elina Papila, Bo, REC, OGE e a rádio 104.8FM de Cálquida, com o objetivo de fortalecer financeiramente os voluntários sem fins lucrativos da organização para cuidados especiais e proteção de mães e crianças, «Ark of the World». No ano seguinte lançou dois singles a mais.
A 25 de novembro de 2020, foi anunciado que ela representaria Chipre no Festival Eurovisão da Canção de 2021 com a música «El Diablo», que foi muito criticada pelas suas semelhanças com «Bad Romance» de Lady Gaga e acusaram-na de ser parte de um culto satânico.

## Filmografia

### Vídeos musicais
| Ano  | Título                       | Notas                     |
| ---- | ---------------------------- | ------------------------- |
| 2014 | "What You Want"              | Como membro dos OtherView |
| 2014 | "O Giros tou Kosmou"         | Como membro dos OtherView |
| 2015 | "Ola Afta pou Niotho"        | Como membro dos OtherView |
| 2015 | "In The Club Bi**h"          | Como membro dos OtherView |
| 2016 | "Xana"                       | Como membro dos OtherView |
| 2017 | "Tora I Pote"                | Como membro dos OtherView |
| 2018 | "Pame Ap' Tin Arhi"          | Solista                   |
| 2018 | "Paradeisos"                 | Solista                   |
| 2019 | "Logia"                      | Solista                   |
| 2020 | "Amore"                      | Solista                   |
| 2020 | "Pare Me Agkalia" (ft. Mike) | Solista                   |
| 2021 | "El Diablo"                  | Solista                   |

### Televisão
| Ano       | Título                              | Canal  | Papel     | Notas                     |
| --------- | ----------------------------------- | ------ | --------- | ------------------------- |
| 2009      | Ellada Eheis Talento                | ANT1   | Ela mesma | Concorrente               |
| 2014      | Just The 2 Of Us                    | MEGA   | Ela mesma | Concorrente - coach       |
| 2016      | MadWalk - The Fashion Music Project | ALPHA  | Ela mesma | Interpretação             |
| 2016-2017 | The Voice Grécia                    | ΣΚΑΙ   | Ela mesma | Co-apresentadora          |
| 2017      | MadWalk - The Fashion Music Project | ALPHA  | Ela mesma | Interpretação             |
| 2017      | MTN MadWalk Chipre                  | MAD TV | Ela mesma | Interpretação             |
| 2017      | Mad Video Music Awards              | ALPHA  | Ela mesma | Interpretação             |
| 2017      | Super Music Awards Chipre           | MAD TV | Ela mesma | Interpretação             |
| 2018      | MadWalk - The Fashion Music Project | ALPHA  | Ela mesma | Interpretação             |
| 2018      | Mad Video Music Awards              | ALPHA  | Ela mesma | Interpretação             |
| 2018      | My Style Rocks                      | ΣΚΑΙ   | Ela mesma | Convidada - Interpretação |
| 2019      | MadWalk - The Fashion Music Project | ALPHA  | Ela mesma | Interpretação             |
| 2019      | Mad Video Music Awards              | ALPHA  | Ela mesma | Interpretação             |

### Filmes
| Ano  | Título                   | Papel     | Notas                 |
| ---- | ------------------------ | --------- | --------------------- |
| 2016 | The Bachelor             | Ela mesma | Convidada             |
| 2016 | Smurfs: A Aldeia Perdida | SmurfLily | Voz na dobragem grega |